# Тёнс, Эдвард
Эдвард Тёнс (нидерл. Edward Theuns, род. 30 апреля 1991 в Генте, Бельгия) — бельгийский профессиональный шоссейный велогонщик, выступающий за команду мирового тура «Trek-Segafredo». 

## Достижения
2010
1-й Этап 4 Триптик де Мон
2012
8-й Париж — Тур U23
2013
1-й Этап 2а Триптик де Мон
1-й  Горная классификация Тур Фриули—Венеции-Джулии
3-й  Чемпионат Бельгии U23 в индивид. гонке
8-й Париж — Тур U23
8-й Льеж  — Бастонь — Льеж U23
2014
1-й Гран-при Зоттегемa
3-й Хадзаме Классик
4-й Классика Шатору
7-й Омлоп ван хет Васланд
2015
1-й Тур Дренте
1-й Этап 3 Тур де Еврометрополь
2-й Дварс дор Фландерен
2-й Схелдерпрайс
2-й Тур Кёльна
3-й Халле — Ингойгем
4-й Дварс дор Дренте
4-й Натионале Сёйтингспрайс
5-й Этуаль де Бессеж
1-й  Очковая классификация
5-й Стер ЗЛМ Тур
5-й Классика Альмерии
5-й Тур Зеландии
7-й Четыре дня Дюнкерка
1-й Этап 5
7-й Ворл Портс Классик
7-й Гран-при Марселя
8-й Париж — Тур
8-й Гран-при Фурми
9-й Схал Селс
2016
1-й Этап 1 Тур Бельгии
3-й Дварс дор Фландерен
3-й Халле — Ингойгем
4-й Схелдепрейс
8-й Омлоп Хет Ниувсблад
8-й Кюрне — Брюссель — Кюрне
2017
Тур Турции
1-й  Очковая классификация
1-й Этап 6
1-й Этап 4 БинкБанк Тур
2-й Халле — Ингойгем
7-й Три дня Де-Панне
8-й Париж — Рубе
2018
6-й Омлоп Хет Ниувсблад

## Статистика выступлений

### Гранд-туры
| Гонка           | 2016 | 2017 |
| --------------- | ---- | ---- |
| Джиро д'Италия  | —    | —    |
| Тур де Франс    | НФ   | —    |
| Вуэльта Испании | —    | 91   |

| —  | Не участвовал  |
| НФ | Не финишировал |